# النبيعة (جبل)
سلسلة جبال النبيعة هي سلسلة جبال متوسطة الارتفاع في تهامة في ديار قبيلة بلقرن في محافظة العرضيات في منطقة مكة المكرمة في المملكة العربية السعودية، ويصل ارتفاعها إلى 950 متر فوق سطح البحر. يمتدُّ طريق العرضية العام بموازاة سلسلة الجبال التي تشرف على جميع قرى بني الرزق النبيعة من الغرب. توجد العديد من الحيوانات المفترسة مثل الذئب والضبع والوشق، وبعض حيوانات الصيد مثل الوبارة والحجل والقهابا، وتوجد فيه العديد من الحلل (المنازل الموسمية) ومنها حلل بني هلال التي يسكنها الرعاة، وتُنسب إلى قبيلة بني هلال العربية المعروفة.